# Majhna sem bila
Majhna sem bila je zbirka slovenskih otroških pesmi, ki jo je leta 1996 pripravila skladateljica in pedagoginja Mira Voglar pod založbo DZS. Leta 2014 je v ponatisu pri isti založbi izšla v soavtorstvu z Mileno Nograšek. Zbirka vsebuje 171 slovenskih otroških pesmi - ljudskih, partizanskih in drugih. Pesmi so razvrščene po tematiki. Besedila pesmi so zapisana pod notni zapis.